# Жил Вісенте (футбольний клуб)
«Жил Вісенте» (порт. Gil Vicente) — португальський футбольний клуб із Барселуша, заснований 1924 року. Виступає у найвищому дивізіоні Португалії.

## Історія
«Жил Вісенте» був заснований 3 травня 1924 шляхом об'єднання двох клубів з Барселуша: СК «Барселуш» та ФК «Уніау Барселенсе». Ідея створення нового клубу прийшла в голову чотирьом друзям, які щовечора грали у футбол поруч з міським театром, названим на честь португальського поета Жила Вісенте. Перша назва команди було «Gil Vicente Football Barcelense».
Перші матчі команда проводила на стадіоні «Кампу ді Естакау», який належав спортивному клубу «Тріунфу». 3 травня 1933 року «Жил Вісенте» почав грати на своєму стадіоні — «Кампу ді Грань». Перший матч зібрав 5012 глядачів. Пізніше стадіон був перейменований в «Аделіну Рібейру Ново» на честь воротаря клубу, який помер 16 вересня 1946-го під час матчу.
Вперше клуб вийшов у вищу португальську лігу в 1990 році. У 1997 році «Жил Вісенте» вилетів в Лігу Онра, але через два роки повернувся назад. Найвище місце клубу — п'яте, було досягнуто після повернення в португальську лігу в сезоні 1999—2000 під керівництвом Алваро Магалаєша, колишнього гравця «Бенфіки».
Клуб проводив свої домашні матчі на «Аделіно Рібейро Ново» до 2004 року. Перед початком сезону 2004—2005 «Жил Вісенте» переїхав на новий стадіон Ештадіу Сідаде де Барселуш. Старий стадіон використовується молодіжними складами клубу. «Ештадіу Сідаде де Барселуш» належить муніципалітету міста, на ньому були зіграні два матчі чемпіонат Європи з футболу серед молодіжних команд у 2006 році: Сербія і Чорногорія — Німеччина і Португалія — Сербія і Чорногорія.

## Логотипи
| Історія використання емблем клубу | Історія використання емблем клубу | Історія використання емблем клубу | Історія використання емблем клубу |
| --------------------------------- | --------------------------------- | --------------------------------- | --------------------------------- |
|                                   |                                   |                                   |                                   |
| 1924–1938                         | 1938–2005                         | 2005–2021                         | 2021–донині                       |

## Досягнення
Другий дивізіон
- Переможець (2): 1998–99, 2010–11

Кубок португальської ліги
- Фіналіст (1): 2011–12